# Birds of Prey (pista sciistica)
La Birds of Prey è una pista sciistica per lo sci alpino situata nella stazione sciistica di Beaver Creek, presso la città di Avon in Colorado negli Stati Uniti. È considerata uno dei tracciati più impegnativi della Coppa del Mondo di sci alpino e ospita principalmente gare maschili; sul pendio nella sua interezza si svolgono quasi annualmente gare di discesa libera e supergigante, mentre nel tratto conclusivo, chiamato Golden Eagle, si disputano meno regolarmente gare di slalom gigante e slalom speciale.

## Storia

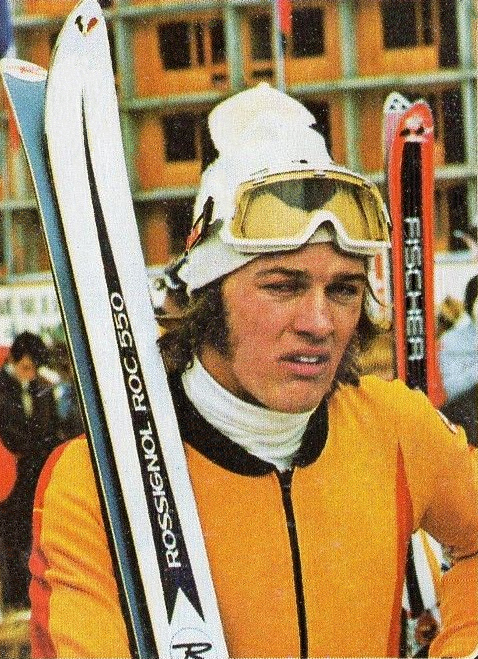
Il progettista della pista, Bernhard Russi, ai tempi della sua attività agonistica (1972)

La pista è stata costruita nell'estate del 1997 per ospitare i Campionati mondiali di sci alpino 1999 su progetto dell'ex discesista svizzero Bernhard Russi; da allora ospita regolarmente gare della Coppa del Mondo di sci alpino maschile (la prima fu disputata il 4 dicembre 1997) e nel 2015 fu nuovamente sede di una rassegna iridata. Il suo nome significa "rapaci" in lingua inglese; dal 2015 è affiancata dalla pista Raptor, dedicata alle gare femminili, con la quale condivide il tratto conclusivo.

## Tracciato
Il cancelletto di partenza della discesa libera della Birds of Prey è situato a 3 483 m s.l.m., il traguardo a 2 730 m s.l.m. per un totale di 753 m di dislivello; la sua lunghezza totale è di 2 623 m, con una pendenza media del 31% e una pendenza massima del 63%.
Il tratto iniziale, attorniato da boschi di conifere nonostante l'altitudine (sulle Montagne Rocciose, dove sorge Beaver Creek, il piano montano si estende ad altitudini maggiori rispetto alle Alpi), presenza una pendenza modesta (tratto di scorrimento che si percorre in circa 20 secondi); è costellato di dossi, che si ritrovano lungo tutta la pista, e numerosi cambi di direzione.
Il pianoro immette nella parte più tecnica del tracciato, il tratto più ripido reso complesso dalla presenza di curvoni a velocità elevate; a valle della partenza del supergigante (3 337 m s.l.m.), dove la pendenza torna a diminuire, si trova il salto "Peregrine", a valle di quella dello slalom gigante (3 124 m s.l.m.) i salti "Goshawk", "Scrretch Owl" e "Golden Eagle". Il tracciato torna quindi a essere tecnicamente più impegnativo (anche per lo sforzo fisico richiesto nei settori precedenti), con le difficili compressioni del tratto denominato "The Abyss", il salto "Harrier" e una serie di curve in successione prima dell'ultimo salto "Redtail" che porta al traguardo.

## Albo d'oro
Di seguito sono riportati i podi delle gare di Coppa del Mondo e dei Mondiali che si sono disputate disputate sulla Birds of Prey.

### Uomini

#### Discesa libera
Gli atleti più vincenti sono l'austriaco Hermann Maier e il norvegese Aksel Lund Svindal, che si sono imposti in discesa libera sulla Birds of Prey quattro volte a testa.

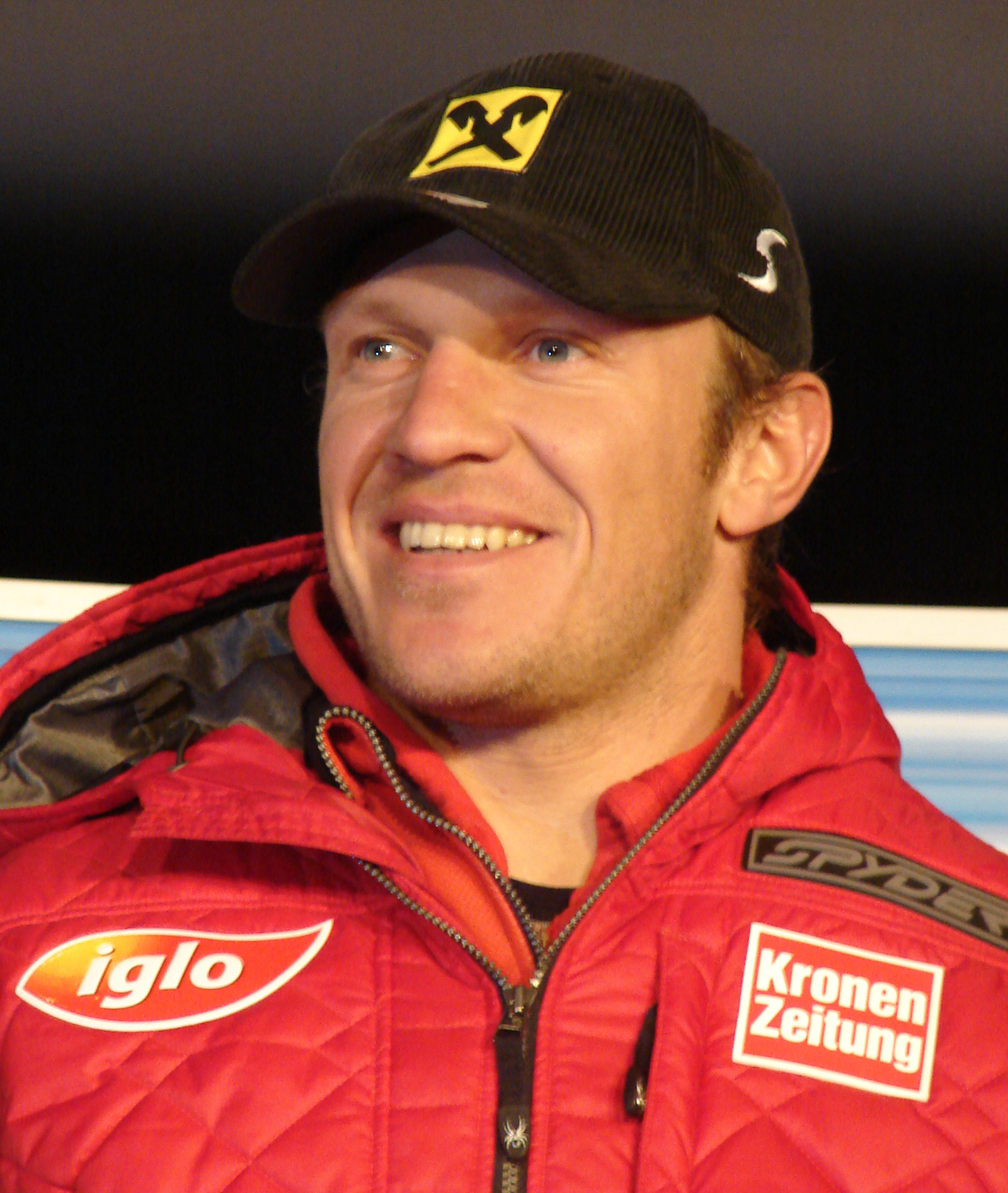
Hermann Maier ha vinto una volta ai Mondiali e tre in Coppa del Mondo

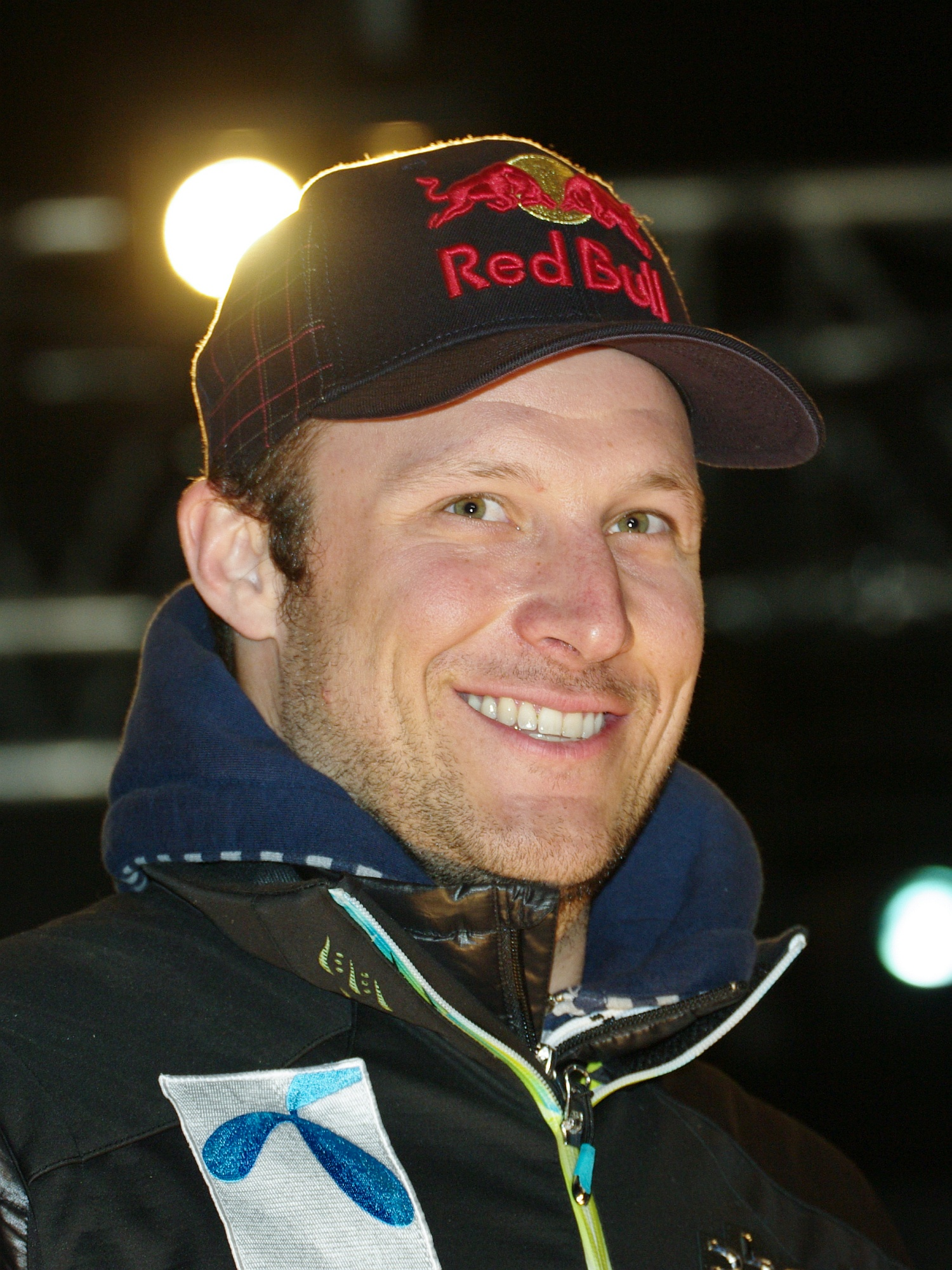
Aksel Lund Svindal ha vinto quattro volte in Coppa del Mondo

| Data             | Competizione         | Primo                   | Secondo                             | Terzo               |
| ---------------- | -------------------- | ----------------------- | ----------------------------------- | ------------------- |
| 4 dicembre 1997  | Coppa del Mondo 1998 | Kristian Ghedina        | Jean-Luc Crétier                    | Lasse Kjus          |
| 5 dicembre 1997  | Coppa del Mondo 1998 | Andreas Schifferer      | Hermann Maier                       | Stephan Eberharter  |
| 6 febbraio 1999  | Mondiali 1999        | Hermann Maier           | Lasse Kjus                          | Kjetil André Aamodt |
| 27 novembre 1999 | Coppa del Mondo 2000 | Hermann Maier           | Stephan Eberharter                  | Kristian Ghedina    |
| 2 dicembre 2000  | Coppa del Mondo 2001 | Hermann Maier           | Lasse Kjus                          | Stephan Eberharter  |
| 1º dicembre 2001 | Coppa del Mondo 2002 | cancellata              | cancellata                          | cancellata          |
| 7 dicembre 2002  | Coppa del Mondo 2003 | Stephan Eberharter      | Michael Walchhofer                  | Daron Rahlves       |
| 5 dicembre 2003  | Coppa del Mondo 2004 | Daron Rahlves           | Stephan Eberharter Bjarne Solbakken |                     |
| 6 dicembre 2003  | Coppa del Mondo 2004 | Hermann Maier           | Hans Knauß                          | Andreas Schifferer  |
| 3 dicembre 2004  | Coppa del Mondo 2005 | Bode Miller             | Daron Rahlves                       | Michael Walchhofer  |
| 2 dicembre 2005  | Coppa del Mondo 2006 | Daron Rahlves           | Bode Miller                         | Hans Grugger        |
| 1º dicembre 2006 | Coppa del Mondo 2007 | Bode Miller             | Didier Cuche                        | Steven Nyman        |
| 30 novembre 2007 | Coppa del Mondo 2008 | Michael Walchhofer      | Steven Nyman                        | Didier Cuche        |
| 5 dicembre 2008  | Coppa del Mondo 2009 | Aksel Lund Svindal      | Marco Büchel                        | Erik Guay           |
| 5 dicembre 2009  | Coppa del Mondo 2010 | Carlo Janka             | Didier Cuche                        | Aksel Lund Svindal  |
| 3 dicembre 2010  | Coppa del Mondo 2011 | cancellata              | cancellata                          | cancellata          |
| 2 dicembre 2011  | Coppa del Mondo 2012 | Bode Miller             | Beat Feuz                           | Klaus Kröll         |
| 30 novembre 2012 | Coppa del Mondo 2013 | Christof Innerhofer     | Aksel Lund Svindal                  | Kjetil Jansrud      |
| 6 dicembre 2013  | Coppa del Mondo 2014 | Aksel Lund Svindal      | Hannes Reichelt                     | Peter Fill          |
| 5 dicembre 2014  | Coppa del Mondo 2015 | Kjetil Jansrud          | Beat Feuz                           | Steven Nyman        |
| 7 febbraio 2015  | Mondiali 2015        | Patrick Küng            | Travis Ganong                       | Beat Feuz           |
| 4 dicembre 2015  | Coppa del Mondo 2016 | Aksel Lund Svindal      | Kjetil Jansrud                      | Guillermo Fayed     |
| 2 dicembre 2016  | Coppa del Mondo 2017 | cancellata              | cancellata                          | cancellata          |
| 2 dicembre 2017  | Coppa del Mondo 2018 | Aksel Lund Svindal      | Beat Feuz                           | Thomas Dreßen       |
| 30 novembre 2018 | Coppa del Mondo 2019 | Beat Feuz               | Mauro Caviezel                      | Aksel Lund Svindal  |
| 7 dicembre 2019  | Coppa del Mondo 2020 | Beat Feuz               | Johan Clarey Vincent Kriechmayr     |                     |
| 2020             | non disputata        | non disputata           | non disputata                       | non disputata       |
| 4 dicembre 2021  | Coppa del Mondo 2022 | Aleksander Aamodt Kilde | Matthias Mayer                      | Beat Feuz           |
| 2 dicembre 2022  | Coppa del Mondo 2023 | cancellata              | cancellata                          | cancellata          |
| 3 dicembre 2022  | Coppa del Mondo 2023 | Aleksander Aamodt Kilde | Marco Odermatt                      | James Crawford      |
| 1º dicembre 2023 | Coppa del Mondo 2024 | cancellata              | cancellata                          | cancellata          |
| 2 dicembre 2023  | Coppa del Mondo 2024 | cancellata              | cancellata                          | cancellata          |
| 6 dicembre 2024  | Coppa del Mondo 2025 | Justin Murisier         | Marco Odermatt                      | Miha Hrobat         |

#### Supergigante
L'atleta più vincente è l'austriaco Hannes Reichelt, che si è imposto in supergigante sulla Birds of Prey quattro volte.

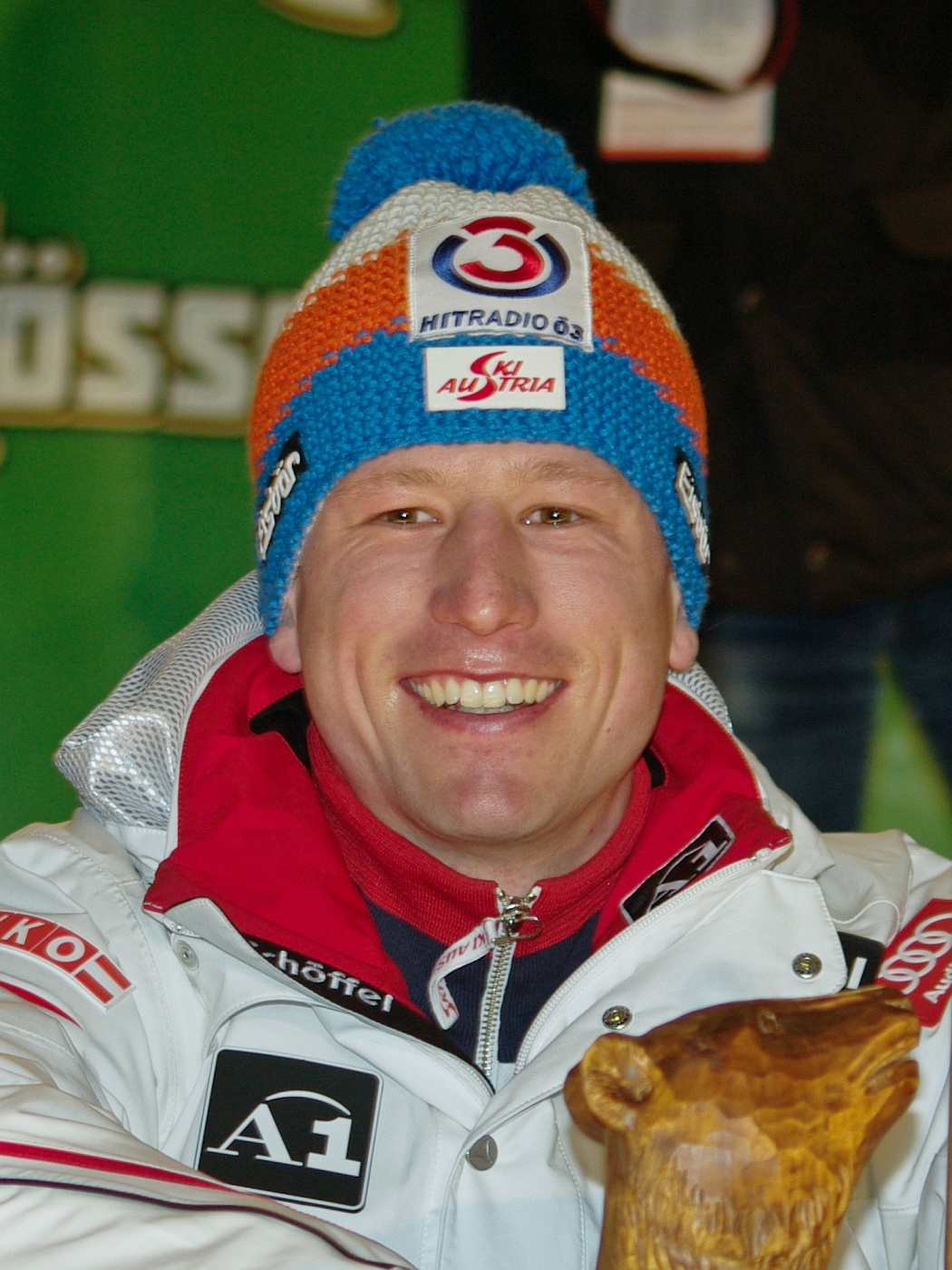
Hannes Reichelt ha vinto una volta ai Mondiali e tre in Coppa del Mondo

| Data             | Competizione         | Primo                    | Secondo                 | Terzo                                                    |
| ---------------- | -------------------- | ------------------------ | ----------------------- | -------------------------------------------------------- |
| 6 dicembre 1997  | Coppa del Mondo 1998 | Hermann Maier            | Stephan Eberharter      | Hans Knauß                                               |
| 2 febbraio 1999  | Mondiali 1999        | Lasse Kjus Hermann Maier |                         | Hans Knauß                                               |
| 28 novembre 1999 | Coppa del Mondo 2000 | Hermann Maier            | Stephan Eberharter      | Lasse Kjus                                               |
| 3 dicembre 2000  | Coppa del Mondo 2001 | Fredrik Nyberg           | Christoph Gruber        | Kenneth Sivertsen                                        |
| 2 dicembre 2001  | Coppa del Mondo 2002 | cancellato               | cancellato              | cancellato                                               |
| 8 dicembre 2002  | Coppa del Mondo 2003 | Didier Cuche             | Marco Büchel            | Hannes Trinkl                                            |
| 7 dicembre 2003  | Coppa del Mondo 2004 | Bjarne Solbakken         | Hermann Maier           | Hans Knauß                                               |
| 2 dicembre 2004  | Coppa del Mondo 2005 | Stephan Görgl            | Bode Miller             | Mario Scheiber                                           |
| 1º dicembre 2005 | Coppa del Mondo 2006 | Hannes Reichelt          | Erik Guay               | Matthias Lanzinger                                       |
| 2006-2007        | non disputato        | non disputato            | non disputato           | non disputato                                            |
| 3 dicembre 2007  | Coppa del Mondo 2008 | Hannes Reichelt          | Mario Scheiber          | Christoph Gruber                                         |
| 6 dicembre 2008  | Coppa del Mondo 2009 | Aksel Lund Svindal       | Hermann Maier           | Michael Walchhofer                                       |
| 2009-2010        | non disputato        | non disputato            | non disputato           | non disputato                                            |
| 4 dicembre 2010  | Coppa del Mondo 2011 | Georg Streitberger       | Adrien Théaux           | Didier Cuche                                             |
| 3 dicembre 2011  | Coppa del Mondo 2012 | Sandro Viletta           | Aksel Lund Svindal      | Beat Feuz                                                |
| 1º dicembre 2012 | Coppa del Mondo 2013 | Matteo Marsaglia         | Aksel Lund Svindal      | Hannes Reichelt                                          |
| 7 dicembre 2013  | Coppa del Mondo 2014 | Patrick Küng             | Otmar Striedinger       | Peter Fill Hannes Reichelt                               |
| 6 dicembre 2014  | Coppa del Mondo 2015 | Hannes Reichelt          | Kjetil Jansrud          | Alexis Pinturault                                        |
| 5 febbraio 2015  | Mondiali 2015        | Hannes Reichelt          | Dustin Cook             | Adrien Théaux                                            |
| 5 dicembre 2015  | Coppa del Mondo 2016 | Marcel Hirscher          | Ted Ligety              | Andrew Weibrecht                                         |
| 3 dicembre 2016  | Coppa del Mondo 2017 | cancellato               | cancellato              | cancellato                                               |
| 1 dicembre 2017  | Coppa del Mondo 2018 | Vincent Kriechmayr       | Kjetil Jansrud          | Hannes Reichelt                                          |
| 1º dicembre 2018 | Coppa del Mondo 2019 | Max Franz                | Mauro Caviezel          | Aleksander Aamodt Kilde Dominik Paris Aksel Lund Svindal |
| 6 dicembre 2019  | Coppa del Mondo 2020 | Marco Odermatt           | Aleksander Aamodt Kilde | Matthias Mayer                                           |
| 2020             | non disputato        | non disputato            | non disputato           | non disputato                                            |
| 2 dicembre 2021  | Coppa del Mondo 2022 | Marco Odermatt           | Matthias Mayer          | Broderick Thompson                                       |
| 3 dicembre 2021  | Coppa del Mondo 2022 | Aleksander Aamodt Kilde  | Marco Odermatt          | Travis Ganong                                            |
| 4 dicembre 2022  | Coppa del Mondo 2023 | Aleksander Aamodt Kilde  | Marco Odermatt          | Alexis Pinturault                                        |
| 3 dicembre 2023  | Coppa del Mondo 2024 | cancellato               | cancellato              | cancellato                                               |
| 7 dicembre 2024  | Coppa del Mondo 2025 | Marco Odermatt           | Cyprien Sarrazin        | Lukas Feurstein                                          |

#### Slalom gigante
L'atleta più vincente è lo statunitense Ted Ligety, che si è imposto in slalom gigante sulla Birds of Prey sei volte.

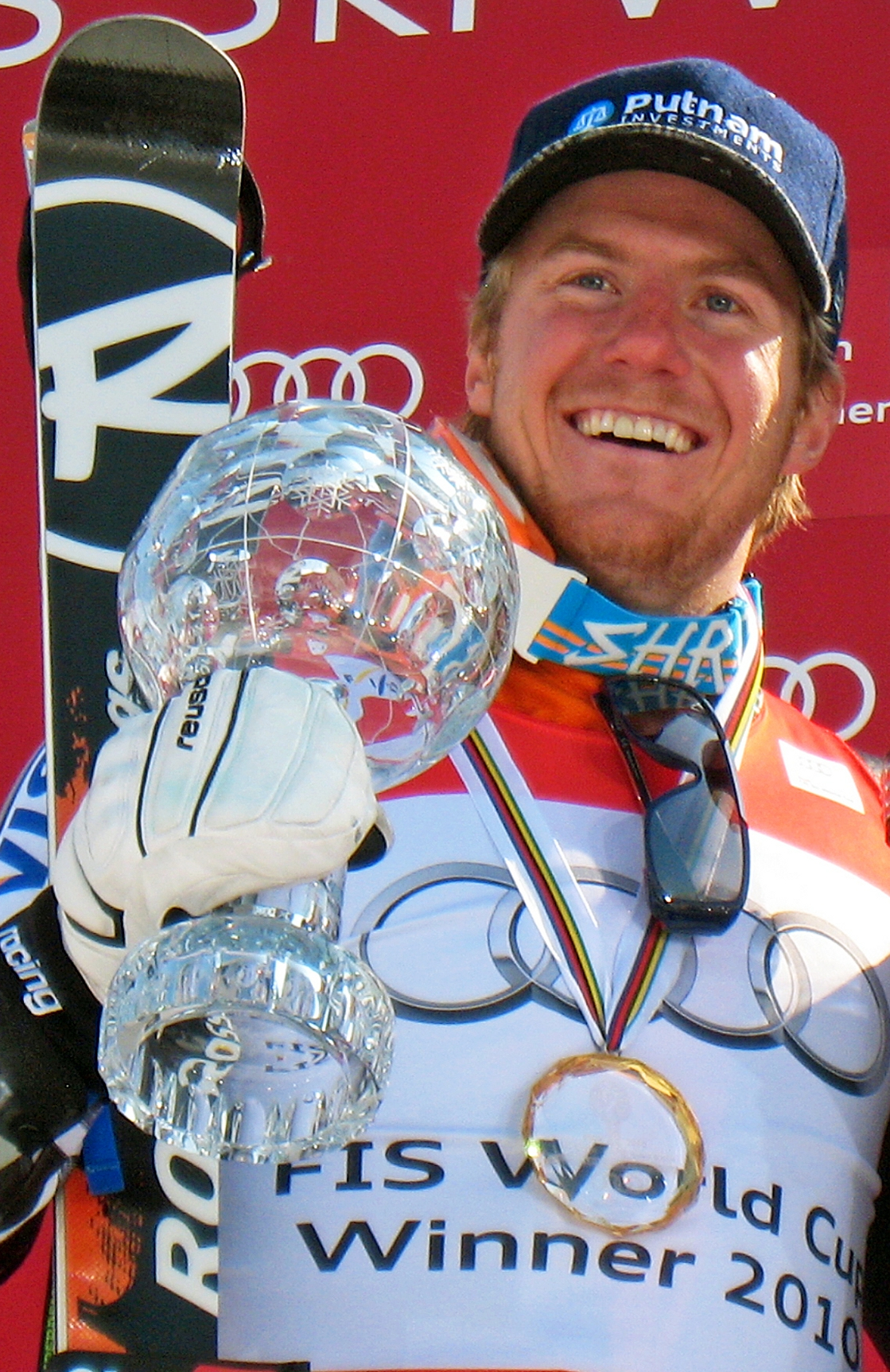
Ted Ligety ha vinto una volta ai Mondiali e cinque in Coppa del Mondo

| Data             | Competizione         | Primo                 | Secondo               | Terzo                |
| ---------------- | -------------------- | --------------------- | --------------------- | -------------------- |
| 1997-2004        | non disputato        | non disputato         | non disputato         | non disputato        |
| 4 dicembre 2004  | Coppa del Mondo 2005 | Lasse Kjus            | Hermann Maier         | Benjamin Raich       |
| 3 dicembre 2005  | Coppa del Mondo 2006 | Bode Miller           | Daron Rahlves         | Kalle Palander       |
| 2 dicembre 2006  | Coppa del Mondo 2007 | Massimiliano Blardone | Aksel Lund Svindal    | Ted Ligety           |
| 2 dicembre 2007  | Coppa del Mondo 2008 | Daniel Albrecht       | Mario Matt            | Didier Cuche         |
| 7 dicembre 2008  | Coppa del Mondo 2009 | Benjamin Raich        | Ted Ligety            | Aksel Lund Svindal   |
| 6 dicembre 2009  | Coppa del Mondo 2010 | Carlo Janka           | Benjamin Raich        | Aksel Lund Svindal   |
| 5 dicembre 2010  | Coppa del Mondo 2011 | Ted Ligety            | Kjetil Jansrud        | Marcel Hirscher      |
| 4 dicembre 2011  | Coppa del Mondo 2012 | Marcel Hirscher       | Ted Ligety            | Fritz Dopfer         |
| 6 dicembre 2011  | Coppa del Mondo 2012 | Ted Ligety            | Marcel Hirscher       | Kjetil Jansrud       |
| 2 dicembre 2012  | Coppa del Mondo 2013 | Ted Ligety            | Marcel Hirscher       | Davide Simoncelli    |
| 8 dicembre 2013  | Coppa del Mondo 2014 | Ted Ligety            | Bode Miller           | Marcel Hirscher      |
| 7 dicembre 2014  | Coppa del Mondo 2015 | Ted Ligety            | Alexis Pinturault     | Marcel Hirscher      |
| 13 febbraio 2015 | Mondiali 2015        | Ted Ligety            | Marcel Hirscher       | Alexis Pinturault    |
| 6 dicembre 2015  | Coppa del Mondo 2016 | Marcel Hirscher       | Victor Muffat Jeandet | Henrik Kristoffersen |
| 4 dicembre 2016  | Coppa del Mondo 2017 | cancellato            | cancellato            | cancellato           |
| 3 dicembre 2017  | Coppa del Mondo 2018 | Marcel Hirscher       | Henrik Kristoffersen  | Stefan Luitz         |
| 2 dicembre 2018  | Coppa del Mondo 2019 | Stefan Luitz          | Marcel Hirscher       | Thomas Tumler        |
| 8 dicembre 2019  | Coppa del Mondo 2020 | Tommy Ford            | Henrik Kristoffersen  | Leif Kristian Haugen |
| 2020-2023        | non disputato        | non disputato         | non disputato         | non disputato        |
| 8 dicembre 2024  | Coppa del Mondo 2025 | Thomas Tumler         | Lucas Braathen        | Žan Kranjec          |

#### Slalom speciale
| Data             | Competizione         | Primo                | Secondo          | Terzo              |
| ---------------- | -------------------- | -------------------- | ---------------- | ------------------ |
| 1997-2004        | non disputato        | non disputato        | non disputato    | non disputato      |
| 4 dicembre 2004  | Coppa del Mondo 2005 | Benjamin Raich       | Giorgio Rocca    | Rainer Schönfelder |
| 4 dicembre 2005  | Coppa del Mondo 2006 | Giorgio Rocca        | Stéphane Tissot  | Ted Ligety         |
| 3 dicembre 2006  | Coppa del Mondo 2007 | André Myhrer         | Michael Janyk    | Felix Neureuther   |
| 2007-2011        | non disputato        | non disputato        | non disputato    | non disputato      |
| 8 dicembre 2011  | Coppa del Mondo 2012 | Ivica Kostelić       | Cristian Deville | Marcel Hirscher    |
| 2012-2014        | non disputato        | non disputato        | non disputato    | non disputato      |
| 15 febbraio 2015 | Mondiali 2015        | Jean-Baptiste Grange | Fritz Dopfer     | Felix Neureuther   |
| 2015-            | non disputato        | non disputato        | non disputato    | non disputato      |

#### Combinata
| Data             | Competizione         | Primo               | Secondo              | Terzo              |
| ---------------- | -------------------- | ------------------- | -------------------- | ------------------ |
| 1997-1998        | non disputata        | non disputata       | non disputata        | non disputata      |
| 8 febbraio 1999  | Mondiali 1999        | Kjetil André Aamodt | Lasse Kjus           | Paul Accola        |
| 1999-2006        | non disputata        | non disputata       | non disputata        | non disputata      |
| 30 novembre 2006 | Coppa del Mondo 2007 | Aksel Lund Svindal  | Marc Berthod         | Rainer Schönfelder |
| 29 novembre 2007 | Coppa del Mondo 2008 | Daniel Albrecht     | Jean-Baptiste Grange | Ondřej Bank        |
| 2008-2009        | non disputata        | non disputata       | non disputata        | non disputata      |
| 4 dicembre 2009  | Coppa del Mondo 2010 | Carlo Janka         | Didier Défago        | Natko Zrnčić-Dim   |
| 2009-2014        | non disputata        | non disputata       | non disputata        | non disputata      |
| 8 febbraio 2015  | Mondiali 2015        | Marcel Hirscher     | Kjetil Jansrud       | Ted Ligety         |
| 2015-            | non disputata        | non disputata       | non disputata        | non disputata      |

### Donne

#### Discesa libera
| Data             | Competizione         | Prima           | Seconda       | Terza            |
| ---------------- | -------------------- | --------------- | ------------- | ---------------- |
| 1997-2023        | non disputata        | non disputata   | non disputata | non disputata    |
| 14 dicembre 2024 | Coppa del Mondo 2025 | Cornelia Hütter | Sofia Goggia  | Lara Gut-Behrami |

#### Supergigante
| Data             | Competizione         | Prima         | Seconda          | Terza          |
| ---------------- | -------------------- | ------------- | ---------------- | -------------- |
| 1997-2011        | non disputato        | non disputato | non disputato    | non disputato  |
| 7 dicembre 2011  | Coppa del Mondo 2012 | Lindsey Vonn  | Fabienne Suter   | Anna Fenninger |
| 2012-2023        | non disputato        | non disputato | non disputato    | non disputato  |
| 15 dicembre 2024 | Coppa del Mondo 2025 | Sofia Goggia  | Lara Gut-Behrami | Ariane Rädler  |

#### Slalom gigante
| Data             | Competizione         | Prima                   | Seconda             | Terza                   |
| ---------------- | -------------------- | ----------------------- | ------------------- | ----------------------- |
| 1997-2013        | non disputato        | non disputato           | non disputato       | non disputato           |
| 1º dicembre 2013 | Coppa del Mondo 2014 | Jessica Lindell Vikarby | Mikaela Shiffrin    | Tina Weirather          |
| 12 febbraio 2015 | Mondiali 2015        | Anna Fenninger          | Viktoria Rebensburg | Jessica Lindell Vikarby |
| 2015-            | non disputato        | non disputato           | non disputato       | non disputato           |

#### Slalom speciale
| Data             | Competizione  | Prima            | Seconda          | Terza           |
| ---------------- | ------------- | ---------------- | ---------------- | --------------- |
| 1997-2014        | non disputato | non disputato    | non disputato    | non disputato   |
| 14 febbraio 2015 | Mondiali 2015 | Mikaela Shiffrin | Frida Hansdotter | Šárka Záhrobská |
| 2015-            | non disputato | non disputato    | non disputato    | non disputato   |